# Степаньково (Вологодская область)
Степаньково — деревня в Бабушкинском районе Вологодской области.
Входит в состав Рослятинского сельского поселения, с точки зрения административно-территориального деления — в Рослятинский сельсовет.
Расстояние по автодороге до районного центра села имени Бабушкина — 72 км, до центра муниципального образования Рослятино — 2,5 км. Ближайшие населённые пункты — Красота, Рослятино, Будьково.
В 1999 году внесена в реестр населённых пунктов Вологодской области как Степанково. В 2001 году название изменено на Степаньково.
По переписи 2002 года население — 56 человек (27 мужчин, 29 женщин). Преобладающая национальность — русские (98 %).